# 제35SS경찰척탄병사단
제35SS경찰척탄병사단(35. SS- und Polizei-Grenadier-Division)은 무장친위대의 38개 사단 중 하나이다. "친위대 및 경찰(SS und Polizei)"이라는 기묘한 이름은 이 부대가 질서경찰 소속 경관들을 무장친위대로 차출하여 편성한 부대임에 기인한다. 1945년 봄까지도 제대로 편성이 끝나지 않았으며, 실제 병력이 어느정도였는지도 밝혀져 있지 않다. 지휘체계상 제9군에 속했으며, 베를린 공방전의 전초전인 젤로프 고지 전투에 참여하고 할베 전투에서 궤멸되었다. 잔존 사단원들은 엘베강 근처에서 미군 또는 소련군에 항복하였다.

## 같이 보기
- 독일 국방군의 사단 목록